# Jebusaea
Jebusaea is een geslacht van kevers uit de familie van de boktorren (Cerambycidae). De wetenschappelijke naam van het geslacht werd in 1877 gepubliceerd door Louis Jérôme Reiche.

## Soorten
- Jebusaea hammerschmidtii Reiche, 1878